# ایرینا برموند
 ایرینا برموند (بلاروسی: Ірына Брэмон (Кур'яновіч)؛ زادهٔ ۵ اکتبر ۱۹۸۴) یک تنیس‌باز اهل فرانسه است. 